# Olympische Sommerspiele 1932/Teilnehmer (Großbritannien)
| Gelbes Symbol für Goldmedaillen mit stilisierten Olympischen Ringen | Graues Symbol für Silbermedaillen mit stilisierten Olympischen Ringen | Braundes Symbol für Bronzemedaillen mit stilisierten Olympischen Ringen |
| ------------------------------------------------------------------- | --------------------------------------------------------------------- | ----------------------------------------------------------------------- |
| 4                                                                   | 7                                                                     | 5                                                                       |

Das Vereinigte Königreich nahm als Großbritannien an den Olympischen Sommerspielen 1932 in Los Angeles mit einer Delegation von 108 Athleten (91 Männer und 17 Frauen) an 50 Wettkämpfen in zehn Wettbewerben teil.
Die britischen Athleten gewannen vier Gold-, sieben Silber- und fünf Bronzemedaillen, womit Großbritannien im Medaillenspiegel den achten Platz belegte. Olympiasieger wurden die Leichtathleten Tommy Hampson über 800 Meter und Tommy Green im 50-km-Gehen sowie die Ruderer Lewis Clive und Hugh Edwards im Zweier ohne Steuermann sowie John Badcock, Hugh Edwards, Jack Beresford und Rowland George im Vierer ohne Steuermann. In den Kunstwettbewerben, die nicht für den Medaillenspiegel zählten, sicherte sich John Hughes im Wettbewerb für städtebauliche Entwürfe eine weitere Goldmedaille. Fahnenträger bei der Eröffnungsfeier war der Leichtathlet David Cecil.

## Teilnehmer nach Sportarten

### Boxen
- Tommy Pardoe
Fliegengewicht: 4. Platz

- Harry Mizler
Leichtgewicht: in der 1. Runde ausgeschieden

- Dave McCleave
Weltergewicht: 4. Platz

### Fechten
Männer
- Emrys Lloyd
Florett: 6. Platz

Frauen
- Judy Guinness
Florett: Silber

- Peggy Butler
Florett: 10. Platz

### Kunstwettbewerbe
- Donald Wood
- Harry Watson
- Anton van Anrooy
- Charles Simpson
- George Sheringham
- Edgar Seligman
- Heath Robinson
- Tom Purvis
- Gerald Spencer Pryse
- Charles Pears
- Jess Peacey Lawson
- Charles Payne
- Cuthbert Orde
- Alfred Munnings
- Ernest Moore
- Frank Mason
- John Lavery
- Laura Knight
- Gilbert Holiday
- Francis Hodge
- P. A. Hay
- Archibald Hartrick
- Ronald Gray
- David Ghilchik
- David Evans
- Howard K. Elcock
- Lionel Edwards
- Thomas Dugdale
- Philip Alexius de László
- Charles Cundall
- Cecil Ross Burnett
- Arthur Burgess
- Lewis Baumer
- Denholm Armour
- Anna Airy
- John Hughes
Städtebauliche Entwürfe: Gold

### Leichtathletik
Männer
- Ernest Page
100 m: im Viertelfinale ausgeschieden
4-mal-100-Meter-Staffel: 6. Platz

- Stanley Fuller
100 m: im Vorlauf ausgeschieden
200 m: im Viertelfinale ausgeschieden
4-mal-100-Meter-Staffel: 6. Platz

- Fred Reid
100 m: im Vorlauf ausgeschieden

- Stanley Engelhart
200 m: im Viertelfinale ausgeschieden
4-mal-100-Meter-Staffel: 6. Platz

- Godfrey Rampling
400 m: im Halbfinale ausgeschieden
4-mal-400-Meter-Staffel: Silber

- Crew Stoneley
400 m: im Halbfinale ausgeschieden
4-mal-400-Meter-Staffel: Silber

- Tommy Hampson
800 m: Gold 
4-mal-400-Meter-Staffel: Silber

- John Powell
800 m: 7. Platz

- Jerry Cornes
1500 m: Silber

- Reg Thomas
1500 m: im Vorlauf ausgeschieden

- Alec Burns
5000 m: 7. Platz

- George Bailey
5000 m: im Vorlauf ausgeschieden
3000 m Hindernis: 5. Platz

- Sam Ferris
Marathon: Silber

- Dunky Wright
Marathon: 4. Platz

- Don Finlay
110 m Hürden: Bronze 
4-mal-100-Meter-Staffel: 6. Platz

- David Cecil
110 m Hürden: 5. Platz
400 m Hürden: 4. Platz
4-mal-400-Meter-Staffel: Silber

- Roland Harper
110 m Hürden: im Halbfinale ausgeschieden

- Tom Evenson
3000 m Hindernis: Silber

- Tommy Green
50 km Gehen: Gold

Frauen
- Eileen Hiscock
100 m: 5. Platz
4-mal-100-Meter-Staffel: Bronze

- Gwendoline Porter
100 m: im Vorlauf ausgeschieden
4-mal-100-Meter-Staffel: Bronze

- Ethel Johnson
100 m: im Vorlauf ausgeschieden

- Violet Webb
80 m Hürden: 5. Platz
4-mal-100-Meter-Staffel: Bronze

- Nellie Halstead
4-mal-100-Meter-Staffel: Bronze

### Moderner Fünfkampf
- Percy Legard
Einzel: 8. Platz

- Vernon Barlow
Einzel: 14. Platz

- Jeffrey MacDougall
Einzel: 15. Platz

### Radsport
- Frank Southall
Straßenrennen: 6. Platz
Straße Mannschaftswertung: 4. Platz
Bahn 4000 m Mannschaftsverfolgung: Bronze

- Charles Holland
Straßenrennen: 15. Platz
Straße Mannschaftswertung: 4. Platz
Bahn 4000 m Mannschaftsverfolgung: Bronze

- Stanley Butler
Straßenrennen: 16. Platz
Straße Mannschaftswertung: 4. Platz

- William Harvell
Straßenrennen: 19. Platz
Bahn 1000 m Zeitfahren: 4. Platz
Bahn 4000 m Mannschaftsverfolgung: Bronze

- Ernest Chambers
Bahn Sprint: 5. Platz
Bahn Tandem: Silber

- Stanley Chambers
Bahn Tandem: Silber

- Ernest Johnson
Bahn 4000 m Mannschaftsverfolgung: Bronze

### Ringen
- Joe Reid
Bantamgewicht, Freistil: 5. Platz

- Joseph Taylor
Federgewicht, Freistil: 4. Platz

### Rudern
- Leslie Southwood
Einer: 4. Platz

- Lewis Clive
Zweier ohne Steuermann: Gold

- Hugh Edwards
Zweier ohne Steuermann: Gold 
Vierer ohne Steuermann: Gold

- John Badcock
Vierer ohne Steuermann: Gold

- Jack Beresford
Vierer ohne Steuermann: Gold

- Rowland George
Vierer ohne Steuermann: Gold

- Lewis Luxton
Achter mit Steuermann: 4. Platz

- Donald McCowen
Achter mit Steuermann: 4. Platz

- Harold Rickett
Achter mit Steuermann: 4. Platz

- Charles Sergel
Achter mit Steuermann: 4. Platz

- Bill Sambell
Achter mit Steuermann: 4. Platz

- Tom Askwith
Achter mit Steuermann: 4. Platz

- Kenneth Payne
Achter mit Steuermann: 4. Platz

- David Haig-Thomas
Achter mit Steuermann: 4. Platz

- John Ranking
Achter mit Steuermann: 4. Platz

### Schwimmen
Männer
- Reg Sutton
100 m Freistil: im Vorlauf ausgeschieden
4-mal-100-Meter-Freistil-Staffel: 5. Platz

- Joseph Whiteside
100 m Freistil: im Vorlauf ausgeschieden
4-mal-100-Meter-Freistil-Staffel: 5. Platz

- Mickey Ffrench-Williams
100 m Freistil: im Vorlauf ausgeschieden
4-mal-100-Meter-Freistil-Staffel: 5. Platz

- Norman Wainwright
400 m Freistil: im Vorlauf ausgeschieden

- Robert Leivers
400 m Freistil: im Vorlauf ausgeschieden
4-mal-100-Meter-Freistil-Staffel: 5. Platz

- Willie Francis
100 m Rücken: im Vorlauf ausgeschieden

Frauen
- Margaret Cooper
100 m Freistil: im Halbfinale ausgeschieden
400 m Freistil: 4. Platz
100 m Rücken: 6. Platz
4-mal-100-Meter-Freistil-Staffel: Bronze

- Valerie Davies
100 m Freistil: im Vorlauf ausgeschieden
100 m Rücken: Bronze 
4-mal-100-Meter-Freistil-Staffel: Bronze

- Edna Hughes
100 m Freistil: im Vorlauf ausgeschieden
4-mal-100-Meter-Freistil-Staffel: Bronze

- Helen Varcoe
4-mal-100-Meter-Freistil-Staffel: Bronze

- Phyllis Harding
100 m Rücken: 4. Platz

- Margery Hinton
200 m Brust: 4. Platz

- Cecelia Wolstenholme
200 m Brust: im Vorlauf ausgeschieden

### Segeln
- Colin Ratsey
Snowbird: 6. Platz
Star: Silber

- Peter Jaffe
Star: Silber